# NGC 5371
NGC 5371 (другие обозначения — NGC 5390, UGC 8846, MCG 7-29-20, ZWG 219.29, IRAS13535+4042, PGC 49514) — галактика в созвездии Гончие Псы.
Этот объект занесён в новый общий каталог несколько раз, с обозначениями NGC 5371, NGC 5390.
Этот объект входит в число перечисленных в оригинальной редакции «Нового общего каталога».
В галактике вспыхнула сверхновая SN 1994Y типа IIn, её пиковая видимая звёздная величина составила 15,0m.
Кривая вращения галактики подробно исследована в докторской диссертации К. Бегемана.